# Drunken Butterfly (Sonic Youth)
Drunken Butterfly è un singolo del gruppo musicale statunitense Sonic Youth, pubblicato nel 1993 come estratto dal settimo album in studio Dirty. Il brano è stato scritto e prodotto dai Sonic Youth, con la produzione aggiuntiva di Butch Vig.

## Video musicale
Il video musicale di "Drunken Butterfly" è stato diretto da Stephen Hellweg, vincitore del concorso di MTV 120 Minutes in cui ai fan era stato chiesto di inviare un video per ogni canzone di Dirty. Esso vede la presenza di marionette e bambole con le somiglianze dei membri del gruppo che suonano sul palco. Il video è presente nell'episodio di The Brothers Grunt intitolato "If I Could Grunt to the Animals."

## Tracce e formati
- Singolo CD

1. "Drunken Butterfly" (versione LP) – 3:03
2. "Stalker" (versione LP) – 2:59
3. "Tamra"  – 8:53

## Nella cultura di massa
La canzone dà il nome all'omonimo gruppo indie rock italiano.